# Ewout
Ewout is een Nederlandse jongensnaam. De naam is afkomstig uit het Germaans. De betekenis is "heerser volgens de wet". Ewoud of Ewaut is een andere schrijfwijze van Ewout.
Bekende personen met deze voornaam zijn onder andere:
- Ewout van Asbeck, Nederlands hockeyer
- Ewout Genemans, Nederlands televisieproducent, acteur en presentator
- Ewout Holst, Nederlands zwemmer
- Ewout Irrgang, Nederlands politicus
- Ewout Jansen, Nederlands cabaretier, helft van het duo "Ewout en Etienne"
- Ewoud Sanders, Nederlands taalhistoricus en journalist